# Ангольский батис
Ангольский батис (лат. Batis minulla) — вид воробьиных птиц из семейства сережкоглазок. Подвидов не выделяют.

## Название
Видовое название minulla означает «очень маленький».

## Описание
Длина тела около 10 см, вес 10.4 г. Окрас контрастный чёрно-серо-белый. Радужная оболочка желтая, клюв и ноги чёрные. Самка отличается от самца наличием каштанового нагрудника.

## Распространение
Юго-восточная часть Габона, Конго, западная часть Демократической Республики Конго, западная часть Анголы.

## Биология
Питаются насекомыми. Гнездо чашеобразное. В немногочисленных обнаруженных кладках было по 2 яйца.